# Међани (Пријепоље)
Међани је насеље у Србији у општини Пријепоље у Златиборском округу. Према попису из 2022. било је 21 становника (према попису из 1991. било је 119 становника).
1975. године у Међанима откривени су примерци Панчићеве оморике, за коју се веровало да расте само на Тари.

## Назив
Село Међани у којима се налазе и стара шљачишта, названо је по старословенском називу за бакар – међ.

## Демографија
У насељу Међани живи 75 пунолетних становника, а просечна старост становништва износи 52,6 година (52,8 код мушкараца и 52,3 код жена). У насељу има 32 домаћинства, а просечан број чланова по домаћинству је 2,50.
Ово насеље је великим делом насељено Србима (према попису из 2002. године).
|  |

| Демографија | Демографија | Демографија |
| Година      | Становника  | Становника  |
| ----------- | ----------- | ----------- |
| 1948.       | 257         |             |
| 1953.       | 263         |             |
| 1961.       | 280         |             |
| 1971.       | 234         |             |
| 1981.       | 176         |             |
| 1991.       | 119         | 116         |
| 2002.       | 80          | 80          |

| Етнички састав према попису из 2002.‍ | Етнички састав према попису из 2002.‍ | Етнички састав према попису из 2002.‍ | Етнички састав према попису из 2002.‍ | Етнички састав према попису из 2002.‍ |
| ------------------------------------ | ------------------------------------ | ------------------------------------ | ------------------------------------ | ------------------------------------ |
|                                      |                                      |                                      |                                      |                                      |
| Срби                                 | Срби                                 |                                      | 79                                   | 98,75%                               |
| непознато                            | непознато                            |                                      | 1                                    | 1,25%                                |

| Година пописа     | 1948. | 1953. | 1961. | 1971. | 1981. | 1991. | 2002. |
| ----------------- | ----- | ----- | ----- | ----- | ----- | ----- | ----- |
| Број домаћинстава | 29    | 36    | 40    | 43    | 41    | 39    | 32    |

| Број чланова      | 1 | 2  | 3 | 4 | 5 | 6 | 7 | 8 | 9 | 10 и више | Просек |
| ----------------- | - | -- | - | - | - | - | - | - | - | --------- | ------ |
| Број домаћинстава | 7 | 12 | 8 | 1 | 3 | 1 | 0 | 0 | 0 | 0         | 2,50   |

| Пол    | Укупно | Неожењен/Неудата | Ожењен/Удата | Удовац/Удовица | Разведен/Разведена | Непознато |
| ------ | ------ | ---------------- | ------------ | -------------- | ------------------ | --------- |
| Мушки  | 36     | 10               | 24           | 1              | 1                  | 0         |
| Женски | 39     | 5                | 27           | 7              | 0                  | 0         |
| УКУПНО | 75     | 15               | 51           | 8              | 1                  | 0         |

| Пол    | Укупно                    | Пољопривреда, лов и шумарство | Рибарство                            | Вађење руде и камена | Прерађивачка индустрија       |
| ------ | ------------------------- | ----------------------------- | ------------------------------------ | -------------------- | ----------------------------- |
| Мушки  | 32                        | 30                            | 0                                    | 0                    | 1                             |
| Женски | 35                        | 34                            | 0                                    | 0                    | 1                             |
| УКУПНО | 67                        | 64                            | 0                                    | 0                    | 2                             |
| Пол    | Производња и снабдевање   | Грађевинарство                | Трговина                             | Хотели и ресторани   | Саобраћај, складиштење и везе |
| Мушки  | 0                         | 0                             | 1                                    | 0                    | 0                             |
| Женски | 0                         | 0                             | 0                                    | 0                    | 0                             |
| УКУПНО | 0                         | 0                             | 1                                    | 0                    | 0                             |
| Пол    | Финансијско посредовање   | Некретнине                    | Државна управа и одбрана             | Образовање           | Здравствени и социјални рад   |
| Мушки  | 0                         | 0                             | 0                                    | 0                    | 0                             |
| Женски | 0                         | 0                             | 0                                    | 0                    | 0                             |
| УКУПНО | 0                         | 0                             | 0                                    | 0                    | 0                             |
| Пол    | Остале услужне активности | Приватна домаћинства          | Екстериторијалне организације и тела | Непознато            | Непознато                     |
| Мушки  | 0                         | 0                             | 0                                    | 0                    | 0                             |
| Женски | 0                         | 0                             | 0                                    | 0                    | 0                             |
| УКУПНО | 0                         | 0                             | 0                                    | 0                    | 0                             |